# ドラマティック・レイン
「ドラマティック・レイン」は、稲垣潤一の楽曲。自身の3作目のシングルとして、EXPRESSからシングル・レコードで1982年10月21日に発売された。

## 解説
「雨のリグレット」（チャート65位）でデビューした稲垣だったが、2作目「246:3AM」はチャートインしなかったため、レコード会社はヒットメーカーの筒美京平に作曲のオファーをする。筒美は稲垣がデビューした時に、所属事務所から作曲の依頼を受けていたが断っていた。今回、再度のオファーを受諾し、メロディーを完成させる。
秋元康は高校在学中に放送作家として活動を始めたが物足りなさを感じ、23歳の1981年10月に AlfeeのシングルB面曲「言葉にしたくない天気」で、作詞家として活動を始める。しばらくは作詞の依頼は少なく、ヒット曲もなかった。
筒美の曲ができあがった後、レコード会社は、秋元を含めた3人の作詞家が曲に詞を書くコンペを行う。協議の結果、秋元の詞が最も評価が高く採用となり、シングルA面曲での発売が決定する。
稲垣の声質を活かしたミディアムテンポのAORナンバーに仕上がった本作は、チャート最高位8位、半年にわたりチャートインするヒットとなり、稲垣にとって、また秋元にとっても初のヒット曲となる。秋元は本作のヒットで手にした作詞印税でBMWを購入し、「ドラマティック・レイン号」と名付けた。
このヒットにかけていた東芝EMIのディレクター重実博は（この曲がヒットしなかったらやめようと思っていた）、湯川れい子にも作詞依頼していたが、湯川が仕上げた作品にOKが出ず再考している間に、秋元康に決まった。
アレンジも別アレンジのものができあがっていたが、「あれ？」「ちょっと違うね」となり、重実が上司に「もう1回やらせてください」と頼み込み、結果船山基紀のアレンジに決まった。
TBS系列歌謡番組『ザ・ベストテン』では、1983年2月3日に第9位で初ランクイン。さらには、3週間後の同年2月24日も第9位（通算2週）に返り咲いたが、稲垣の同番組への登場は一度もなかった（ただし、同年9月8日の今週のスポットライト・コーナーにおいて、稲垣は「夏のクラクション」で当番組唯一の生出演を果たしている）。

## 収録曲
1. ドラマティック・レイン
  - 作詞：秋元康 / 作曲：筒美京平 / 編曲：船山基紀
  - 横浜ゴム「アスペック」CMソング
2. 蒼い追憶
  - 作詞：湯川れい子 / 作曲・編曲：見岳章

## 収録アルバム
- Shylights (#1)
- 稲垣潤一 (#1)
- COMPLETE (#1)
- NEW BEST NOW (#1)
- NEW BEST NOW COMPLETE (#1)
- TRANSIT (#1、#2)
- Revelation (#1、#2)
- Super Best Collection (#1)
- Love Beat Best Collection〜ドラマティック・レイン〜 (#1、#2)
- コンプリート・シングル・コレクション (#1)
- Rainy Voice 〜greatest hits & mellow pop〜 (#1)
- THEME SONGS (#1)

## プロモーション
テレビ披露
| 放送日        | 番組名             | 放送局     | 出典  |
| ------------- | ------------------ | ---------- | ----- |
| 2022年11月5日 | ミュージックフェア | フジテレビ | [ 9 ] |

## カバー・コラボレーション
ドラマティック・レイン
- ダークダックス（1990年） - アルバム『ダークダックス40thアニバーサリー・アルバム』収録。
- 香坂みゆき（1991年） - アルバム『CANTOS3』収録。
- Tim Hardin Trio（1993年） - アルバム『JAZZで聴く…僕ならばここにいる』収録。インストカバー。
- 近藤嘉宏（1998年） - アルバム『近藤嘉宏 plays 筒美京平』収録。インストカバー。
- 中森明菜（2008年） - アルバム『男と女 -TWO HEARTS TWO VOICES-』収録。稲垣とのデュエット。
- 城詰秀尊（2008年） - アルバム『J-POP Happy Drive Mix〜Rainbow Rose Edition〜』収録。
- Emi Evans（2012年） - アルバム『On/Off〜The Covers〜』収録。英語詞カバー。
- タケカワユキヒデ（2013年） - アルバム『THE REBORN SONGS〜LEGEND〜』収録。
- JUJU（2021年） - アルバム『筒美京平SONG BOOK』収録。